# Dulamyn Amarsanaa
Dulamyn Amarsanaa (mong. Дуламын Амарсанаа; ur. 9 marca 1944) – mongolski lekkoatleta, średniodystansowiec, olimpijczyk. 
Brał udział w igrzyskach olimpijskich w 1964 roku (Tokio). Wystąpił jedynie w eliminacjach na 800 metrów. W swoim biegu kwalifikacyjnym zajął przedostatnie siódme miejsce z czasem 1:56,3 i nie awansował do kolejnej rundy zawodów (wynik ten jest jego rekordem życiowym).